# 朝井閑右衛門
朝井 閑右衛門（あさい かんえもん／あさい かんうえもん、出生名：浅井 實（みのる）、1901年1月24日 - 1983年4月23日）は、日本の洋画家。戦前は官展や光風会で活躍、戦後は新樹会や国際形象展を結成し、油彩の厚塗りで強烈な個性を発揮した。常に画壇の第一線で活躍しながら画集もなく、また本格的な個展も開催することがないなど、特異な生涯を貫いた。同じモチーフを繰り返し描くことが多く、「バラの画家」「ドン・キホーテに憑かれた画家」とも呼ばれる。

## 生涯
| 「        | 彼は絵具を耕した | 」 |
| —草野心平 |                  |    |

### 幼少期

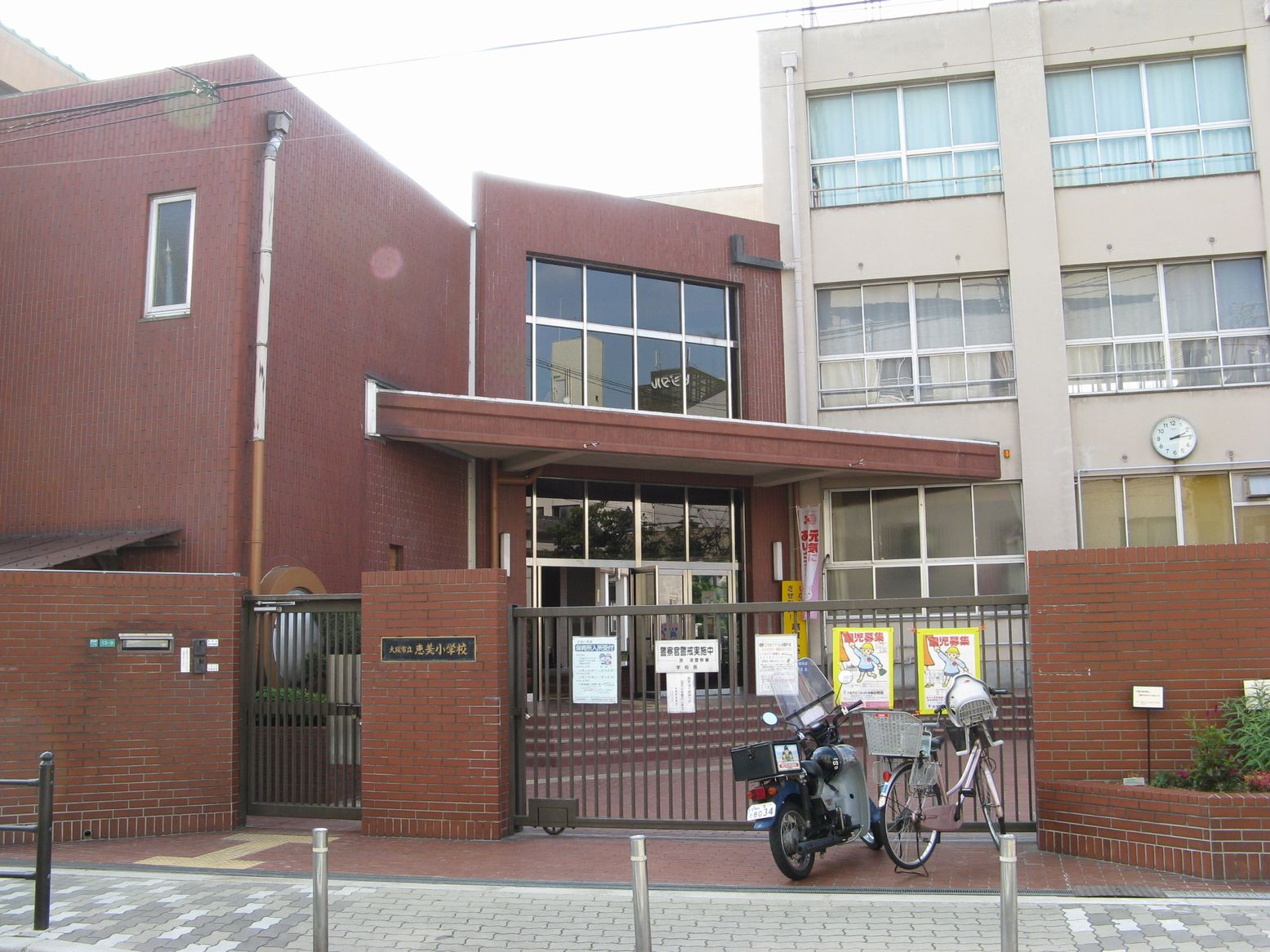
大阪市立恵美小学校

明治34年（1901年）1月24日、大阪府大阪市南区恵美須町（現在の浪速区恵美須西）の今宮戎神社の南門近くで、浅井繁熊（25歳）、ヒサ（27歳）の長男として生まれる。本名は「浅井 實（みのる）」。幼い頃から身の回りのものに手当たり次第に絵を描いており、特にトイレットペーパーに描かれた手の絵は不気味なほど本物そっくりだったという。2人の間には長女アイ子、長男實、次女静子、次男孝、三男三郎、三女つたこ（4歳で養子に出される。現姓木村）、四男正男（生後1ヶ月で夭逝）の四男三女が生まれている。浅井家はさらに祖父母と叔母（父の妹）せい、カネ、さらには居候や書生なども含めた大家族だった。
繁熊は明治9年（1876年）2月15日、大阪府西成郡難波村大字難波（現在の浪速区日本橋）で浅井清五郎、かん（紀州藩士・宮地権右衛門の次女。實が19歳のときに67歳で死去）の次男として生まれたが、長兄・常太郎が夭逝したため家督を相続した。
浅井家は紀州藩士の家柄で、實が生まれる以前の本籍地は和歌山県和歌山市畑屋敷雁木丁。清五郎は嘉永5年（1852年）に曽祖父・浅井清右衛門、曾祖母・いくの長男として同地に生まれたが、廃藩置県に伴って大阪に移住し、堺の浜寺に水練道場を開いた（實自身も祖父に紀州藩伝統の岩倉流泳法を習っている）ほか、繁熊とともにメリヤス再生工場や貿易商を営み、「士族の商法」ながら事業は一時期隆盛を極めたという。
明治40年（1907年）4月、大阪市恵美第一尋常高等小学校（現在の大阪市立恵美小学校）に入学。しかし、生来の虚弱体質のため思うように登校できず、教育は主に家庭で行われていた。大正2年（1913年）3月、同校尋常科を卒業し、4月に高等科に進学する。このころ浅井家に不和が生じ、祖父母や叔母たちは両親と別れ、南区馬淵町（現在の浪速区恵美須西）に分家する。大正3年（1914年）3月18日に両親が協議離婚し、父は北野新地の芸者カツを後妻とする。
大正4年（1915年）3月、大阪市恵美第一尋常高等小学校高等科を卒業する。この年、父は事業に失敗して広島に移住し、広島県広島市紙屋町（現在の広島市中区紙屋町、広島銀行本店付近）に洋食屋「寿保良（ずぼら）軒」を営む。このころ、一時期広島県立広島商業学校（現在の広島県立広島商業高等学校）に通っていたというが、学籍簿などの記録にはない。

### 流浪の前半生

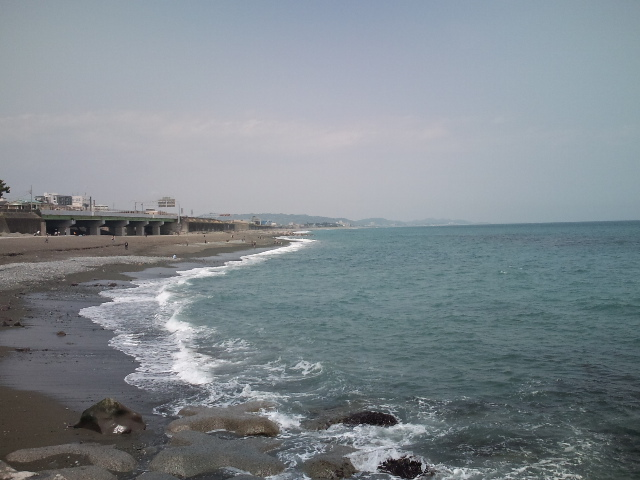
御幸の浜

實は義母カツ（未入籍）と折り合いが悪く、家にあまり寄り付かず親戚や知人の間を転々とする流浪の生活を送るようになる。朝井が後年語ることには、十代の終わりから二十代前半にかけて「宗教に凝ったり哲学に凝ったり」した時期があり、長谷川如是閑の家に出入りしていたこともあるという。
大正8年（1919年）、広島で交遊していた後の陶芸家河野公平とともに上京。東京府北豊島郡日暮里町（現在の東京都荒川区東日暮里）に住む叔父（母の弟）吉田治郎八とその妻マサの元に身を寄せ、一時的に岡田三郎助の本郷洋画研究所に学ぶとともに、斎藤与里にも師事する。大正9年（1920年）1月19日に父が死去したため、11月に家督を相続する。
大正14年（1925年）に再び上京し、翌年9月、第13回二科美術展覧会で20号の風景画『廃園に於て』（平塚市美術館）が初入選する。このときすでに「朝井閑右衛門」の雅号を使用していた。大正15年（1926年）、法政大学文科を中退。
昭和3年（1928年）ごろ、小田原に移住する。御幸の浜の海水浴場でスケッチをしていたところ、神経衰弱のため小田原の実家に帰省していた小説家牧野信一と出会い、牧野の出世作『父を売る子』を読んでいたこともあってすぐに意気投合する。牧野の他にも小説家の川崎長太郎、詩人の福田正夫、藤浦洸、彫刻家の牧雅雄、看板屋の山内直孝（坂口安吾の短編『真珠』に登場するガランドウのモデル）、さらにはデビュー前の女優・志賀暁子など、小田原付近在住の若き芸術家や文化人と交流する。また、『文藝春秋』昭和5年4月号に掲載された牧野の一文「朝居の話」には「朝居閑太郎」の名で登場する。

### 光風会との出会い
昭和7年（1932年）ごろ、光風会会員平岡権八郎の知遇を受け、東京府東京市京橋区三十間堀の朝日石綿ビル（現在のアスク銀座ビル）の5階にあった彼のアトリエに居候する。平岡の実家は同区竹川町（現在の東京都中央区銀座）で日本料理屋「花月」を経営しており、昭和11年（1936年）ごろまでアトリエと花月を行き来する生活を送る。平岡のアトリエには大河内信敬、伊藤悌三、今村俊夫、角野伴治郎らが出入りしていたが、平岡は特に朝井を可愛がり、製作中は誰も入れなかったアトリエに朝井だけは入ることを許されたという。
同年5月、時の文部大臣松田源治によって帝国美術院の改組が発表される。在野の有力作家を官展に取り込み、美術界の挙国一致体制を築くことが主な目的だったが、情実選考の弊害を除くために帝展の無鑑査をいったん白紙にしたため、美術界に空前の大混乱を招いた。パトロンや市場の裏付けがある第一部とは異なり、東京美術学校で養成された洋画家の多くにとっては、帝展無鑑査がほぼ唯一、画家としてのアイデンティティを保証するものだったため、反発は激しかった。同年6月3日、平岡権八郎、太田三郎、牧野虎雄、石川寅治、辻永、上野山清貢ら、第二部の無鑑査級六十数名が花月に集結して不出品の連判状を作成した。その後、不出品同盟は新団体「第二部会」を結成し、帝展の延期で空いた東京府美術館で独自の展覧会を開催する。朝井はこのとき『考古学者と其の家族』を出品し文化賞に選ばれた。
昭和11年（1936年）4月、第23回光風会展に『自画像』（茨城県近代美術館）『ロリルの踊り』（神奈川県立近代美術館）が入選し、光風会会友に推挙される。同年6月、松田のあとを受けた平生釟三郎は事態を収集するために再改組案を発表した。帝国美術院主催の招待展と、文部省主催の鑑査展とに分け、旧無鑑査組を招待展に組み込むことによって懐柔しようとしたのである。これがいわゆる「昭和11年文展」であり、第二部会は同年7月6日の総会で平生案の支持を議決する（これに反対して離脱した光風会の猪熊弦一郎、内田巌、小磯良平、中西利雄ら、藤島武二門下の6名によって新制作派協会が結成されることになる）。朝井は鑑査展に500号の大作『丘の上』（神奈川県立近代美術館）を出品、最高賞である文部大臣賞を受賞する。それまでほとんど無名であった朝井は一躍画壇の寵児として注目を集める事となった。
昭和12年（1937年）2月、第24回光風会展に『ナルシース』『ギタリスト』（横須賀美術館）『星を高ふピエロ』を出品し、光風会会員に推挙される。この年、柳亮の推薦により日本大学専門部芸術科の油彩画講師となる。

### 中国で終戦を迎える

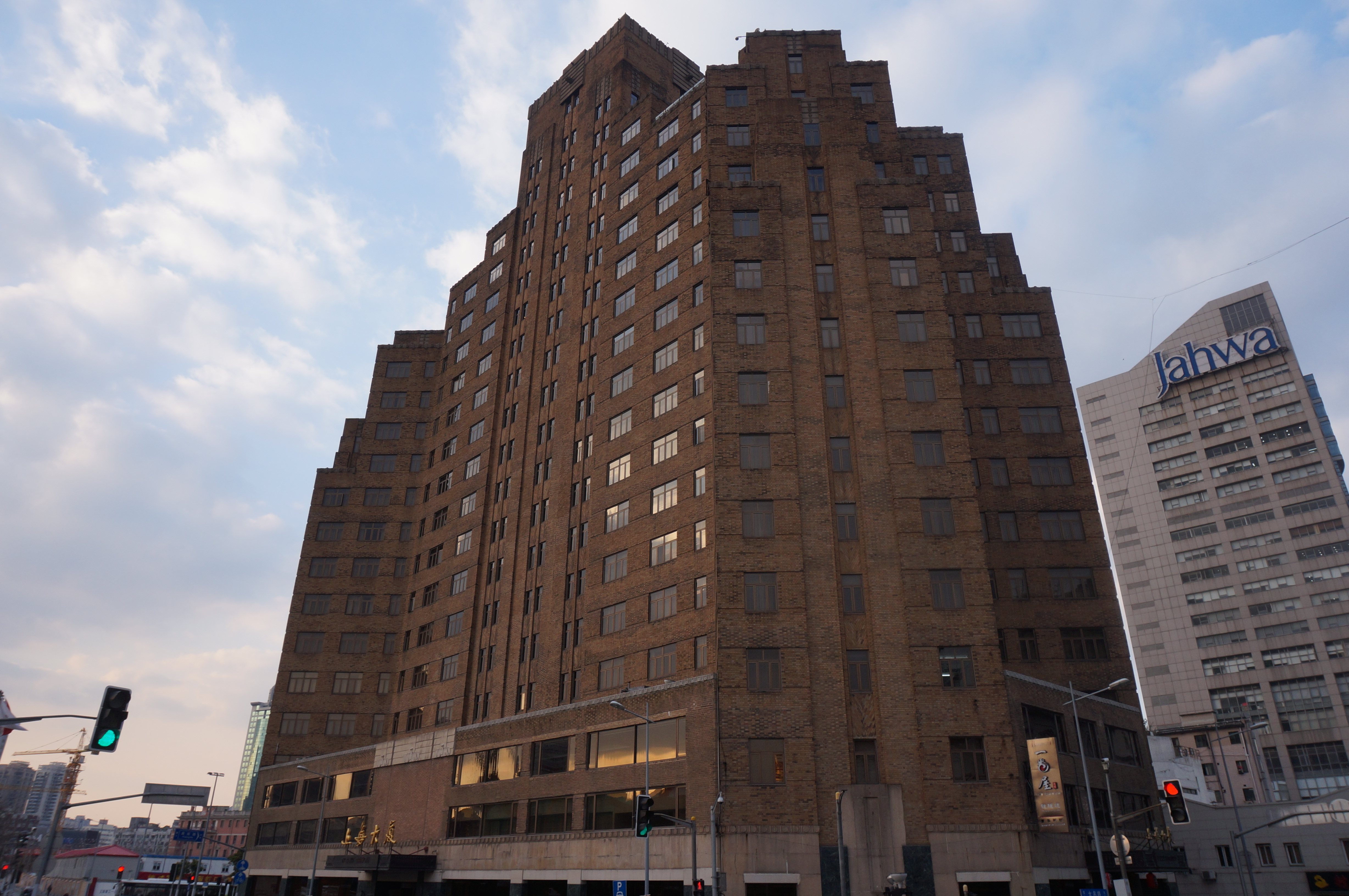
ブロードウェイマンション

昭和13年（1938年）5月、上海派遣軍報道部から戦争記録画制作の依頼を受け、中村研一、小磯良平、江藤純平、柏原覚太郎、向井潤吉、南政善、鈴木栄二郎、脇田和とともに上海に赴き、7月までアスター・ハウス・ホテルに滞在する。それまでは画家自らが従軍を志願するのが普通だったが、叶わないことも多く、軍の側から画家を招いたのは初めての試みだった。昭和14年（1939年）7月、前年の取材を元に制作された『楊家宅望楼上の松井最高指揮官』を第1回聖戦美術展に出品する。
昭和15年（1940年）7月、興亜院の委託により大河内信敬、南政善、石川滋彦、井手宣通、須田剋太、黒田頼綱らと再び中国に赴く。朝井は南京に滞在して後に南京国民政府主席となる知日派の政治家汪兆銘の肖像を描き、8月15日に帰国する。同年10月、このときの取材を元に制作した『黎明へ』を、紀元二千六百年奉祝美術展に出品する。
昭和16年（1941年）は、朝井にとって大きな変化がはっきりと現れた年となった。この年朝井は光風会展の審査員となるが出品せず、文展にも出品していない。単身中国に旅立ち、上海、蘇州、南京などをめぐり、5月には日動画廊の上海支店である上海画廊で個展を開いた。このころから戦争取材の目的はほとんど忘れられ、南画を描いたり、墨で蘇州の風景を写生したりすることが多くなった。帰国後の同年8月、東京市大森区山王（現在の大田区山王）の富永花子（31歳）と結婚する（昭和17年7月27日届出）。本人は独身を好んだが、絵も描かずに書生と飲み歩いてばかりいる朝井を心配した海老原喜之助と岡田謙三の説得で、金持ちの娘である花子と渋々結婚させられたのである。

昭和17年（1942年）4月、富永邸の敷地内に建築中だったアトリエが完成し転居する。同年6月2日、長女祐子（現姓田中）が生まれる。昭和18年（1943年）2月、再び上海に赴く。昭和19年（1944年）5月14日、次女三喜（現姓飯森）が生まれる。昭和20年（1945年）3月、疎開した妻子と別れて単身上海を訪れ、黄浦江を望むブロードウェイマンション717号室で終戦を迎えた。一方、広島の実家は原爆投下の爆心地となり、弟の孝が犠牲になった。

### 戦後
昭和21年（1946年）、上海からの引揚船で帰国する。伊藤悌三ら友人知人の間を転々とした後、咽頭疾患により神奈川県横須賀市山王町の副島医院（副島昇）に入院し、手術回復後もそもまま居候する。
昭和22年（1947年）、副島医院の患者だった石森重郎から横須賀市田浦（現在の横須賀市田浦町）の二軒長屋を譲り受け、半分をアトリエに改造、半分を住居とし、以後20年をここに一人で暮らす。同年3月、井手宣通、伊藤悌三、大河内信敬、川端実、黒田頼綱、山口猛彦、南政善、鈴木栄二郎、須田剋太らとともに「新樹会」を結成する。昭和25年（1950年）、前年から不出品の光風会を退会する。昭和36年（1962年）、鳥海青児、海老原喜之助、林武、森芳雄、野口弥太郎、荻須高徳、岡鹿之助、高畠達四郎、山口薫らとともに「国際形象展」を組織する。
昭和41年（1966年）、20年に渡り住んだ田浦のアトリエを引き払い、神奈川県鎌倉市由比ガ浜に転居する。脊髄の病気を相談した医師中山恒明から、山の影になっていて寒い田浦を避け、日差しが良くて温かい場所に住むよう助言を受けたためである。昭和43年（1968年）4月、長らく別居していた妻花子と正式に協議離婚する。同年11月9日、「朝井閑右衛門」を戸籍上の氏名とする。昭和51年（1976年）8月の第30回新樹会展をもって新樹会を解散する。昭和53年（1978年）9月、自宅の浴室で転倒し右足を挫傷する。脚はその後回復したものの再び転倒して傷め、歩行に支障をきたすようになる。このころ、田浦時代から直弟子として自宅に出入りししていた門倉芳枝と同居するようになる。
昭和58年（1983年）、たびたび狭心症の発作を起こしながらも、3月末から『薔薇（嘉靖青花唐子紋中壺）』（横須賀美術館）の加筆仕上げに取り掛かり、10回余りで完成、これが絶筆となる。

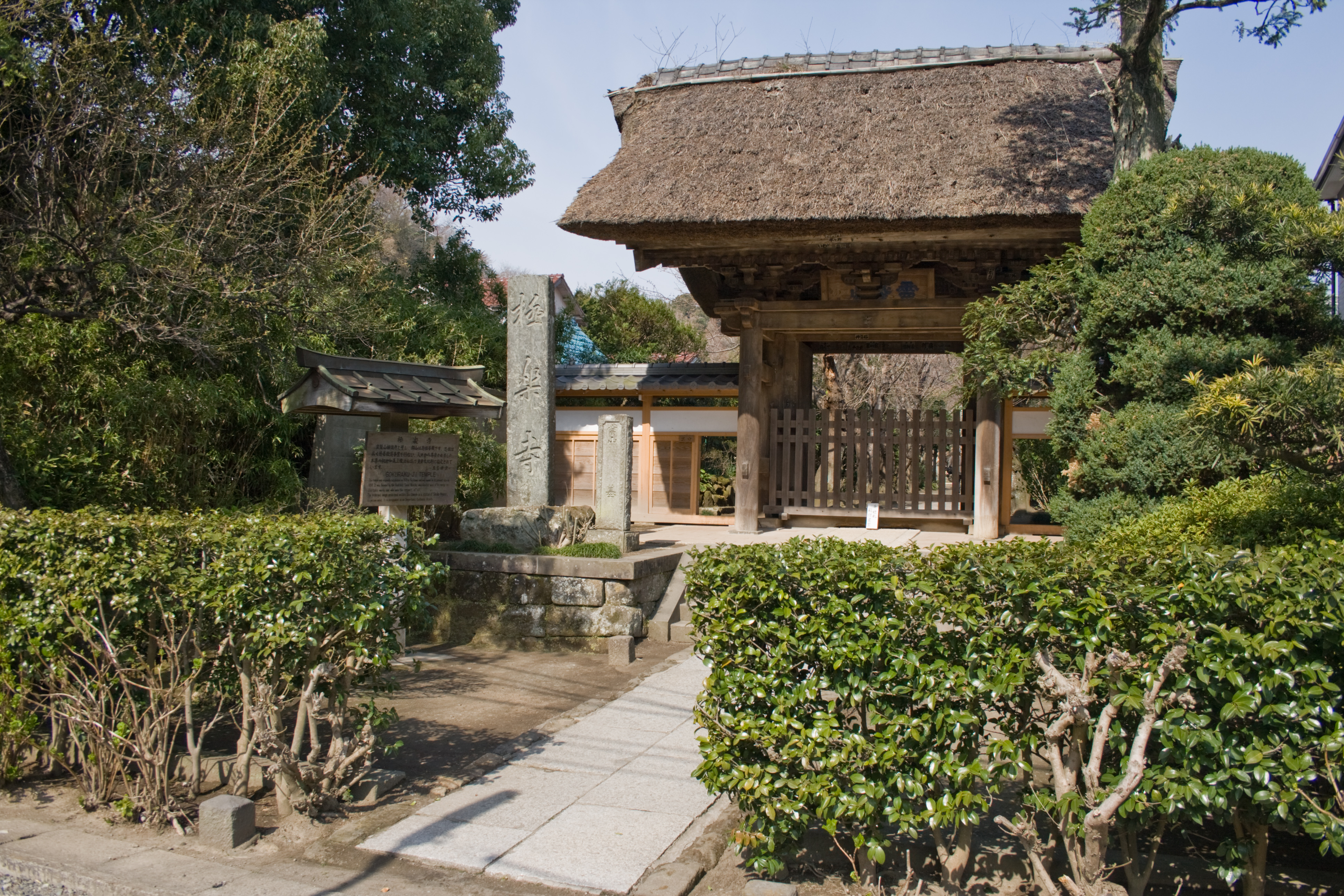
極楽寺

同年4月19日、稲村ヶ崎の恵風園胃腸病院に入院し、4月23日午後7時35分、同病院にて死去。享年82歳。自らが愛した西行の歌（願はくは花の下にて春死なんその如月の望月のころ）どおり、満開の桜の中で逝った。朝井は自らの死期を悟り、「砂塵子」の号で以下のような遺書を書いていた。
遺書に従って葬儀、告別式などは行われず、4月25日に友人の草野心平や親族らによって、藤沢市の市営火葬場で荼毘に付された。遺骨は四十九日に当たる6月10日に鎌倉の極楽寺に埋葬された。墓碑には草野心平の手でこう刻まれている。
| 「 | 独創傑出の画家こゝに眠る | 」 |

## 出世作『丘の上』
昭和11年文展で文部大臣賞を受賞し、朝井を一躍人気作家に押し上げた『丘の上』は、出展作品中最大となる500号（270×350センチメートル）の大作だったが、本来はさらに大きくなる予定だったらしい。「画室の都合で小さな画面になり、モチーフを失って行き当たりばったりになってしまった」と朝井は語っている。画面左のピエロやアルルカンは、後年朝井が好んで描いたモチーフである。また、画面中央の女性のスカートを描くときは、平岡権八郎の娘・葉子（現姓高世）がモデルとなった。
制作は練馬のアトリエで行われたが、完成してみるとあまりの大きさにアトリエから運び出せなかったため、窓を外して中央の柱を切断しなければならなかった。会場に搬入するときも横手の一般搬入口からは入らないので、正面玄関を特別に開けてもらった。
また、審査前の作品への加筆は禁止されていたにもかかわらず、審査員（辻永、中村研一、田辺至）が朝井に加筆を許したとして問題になった。
作品の扱いについては公開当日の朝、文部次官ら省内関係者が協議した結果「あの程度なら差し支えない」との結論に至り、そのまま公開されている。
文部省の発表によると、作品があまりにも大きかったので正面玄関から搬入したが、その際、搬入用ロープが画面に当たって傷がつき、気の毒に思った審査員が特別に補修を許したという、一方、同行した大河内信敬は「額縁屋の手違いでできた画面下の空白を緑色で埋めただけ」と釈明しており、両者の主張は食い違っている。中には「あれは二部会運動のときの功労賞さ」などと噂する者もおり、朝井はほとぼりが冷めるまで平岡の経営する花月に身を潜めなければならなかった。

## 作風

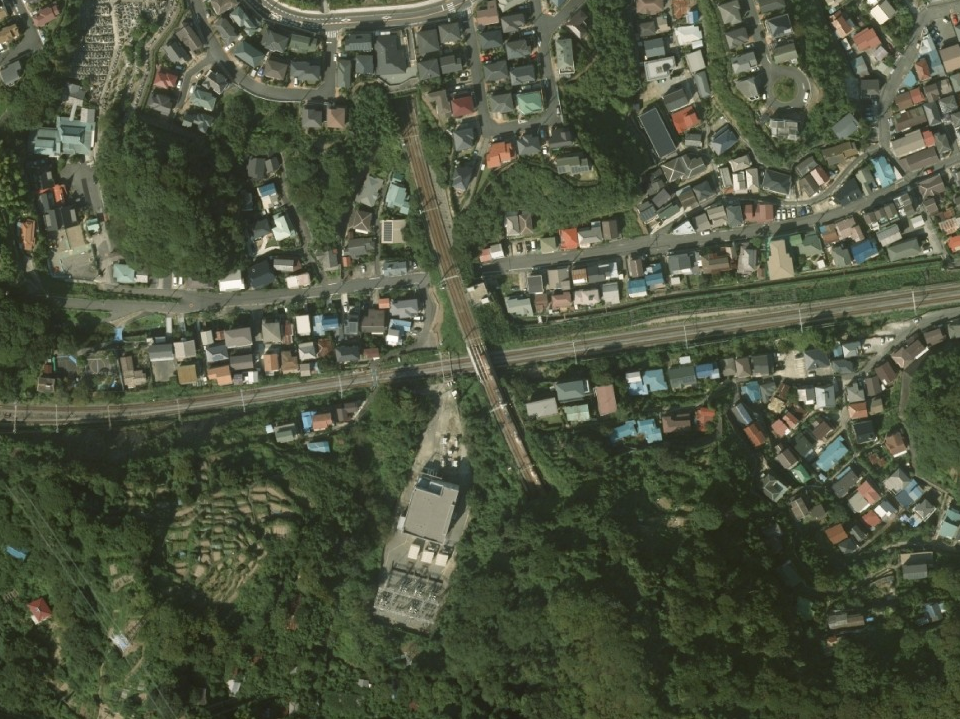
横須賀線と京急本線の立体交差

バラ、ドン・キホーテ、ガラス台鉢、電線風景、道化や詩人の肖像、不動明王など、朝井が繰り返し描いたモチーフは多岐にわたる。特にバラは勘右衛門の代名詞ともいえるもので、ボタンを描いた作品が『薔薇』のタイトルでカタログに掲載されたこともある。薔薇のモデルには露地咲きの株しか使わないというこだわりがあった。フジヰ画廊の藤井一雄は、一度だけ露地咲きのものがどうしても見つからなかったことがあり、仕方なく温室咲きのものを届けたら「雷が堕ちた」と語っている。朝井によると、「温室のものは花弁（はなびら）の開きが一様だから、何十本あっても同じ」だという。
「電線風景」は、昭和25年（1950年）の第4回新樹会展に初めて出品され、その後繰り返し描かれたモチーフである。田浦のアトリエから家一軒ほど隔てた土手には横須賀線が通っており、100メートルほど離れたところで京急本線と交差していたため、電車が通過すると（両方が同時に通る場合は特に）激しい騒音に見舞われたが、この特異な環境が朝井に「電線風景」の着想を与えた。電線は繰り返し描かれるうちに次第に生き物のようにのたうち、第4回現代日本美術展に出品された作品では用意された画面からはみ出して、キャンバスをミシンで継ぎ足している。
画業の初めから田浦時代までは、下描きをした上でおつゆ状に薄めた絵の具で下塗りをすることが多かったが、鎌倉に移り住んでからは、絵の具を直接、幾重にも塗り重ねる厚塗りの画風に変化した。一度描き上げた作品を削り落として描き直すこともしばしばであり（朝井曰く、「削っているときは描いているんだよ」）、1つの作品を完成させるのに2、3年かかることもあった。遺作となった『薔薇（嘉靖青花唐子紋中壺）』も、20枚あまりの未完成品の中から選ばれた1枚である。朝井の作品を見た福井良之助は彼を「日本最後のフォービスト」と称している。

## 笠間市芸術村の建設

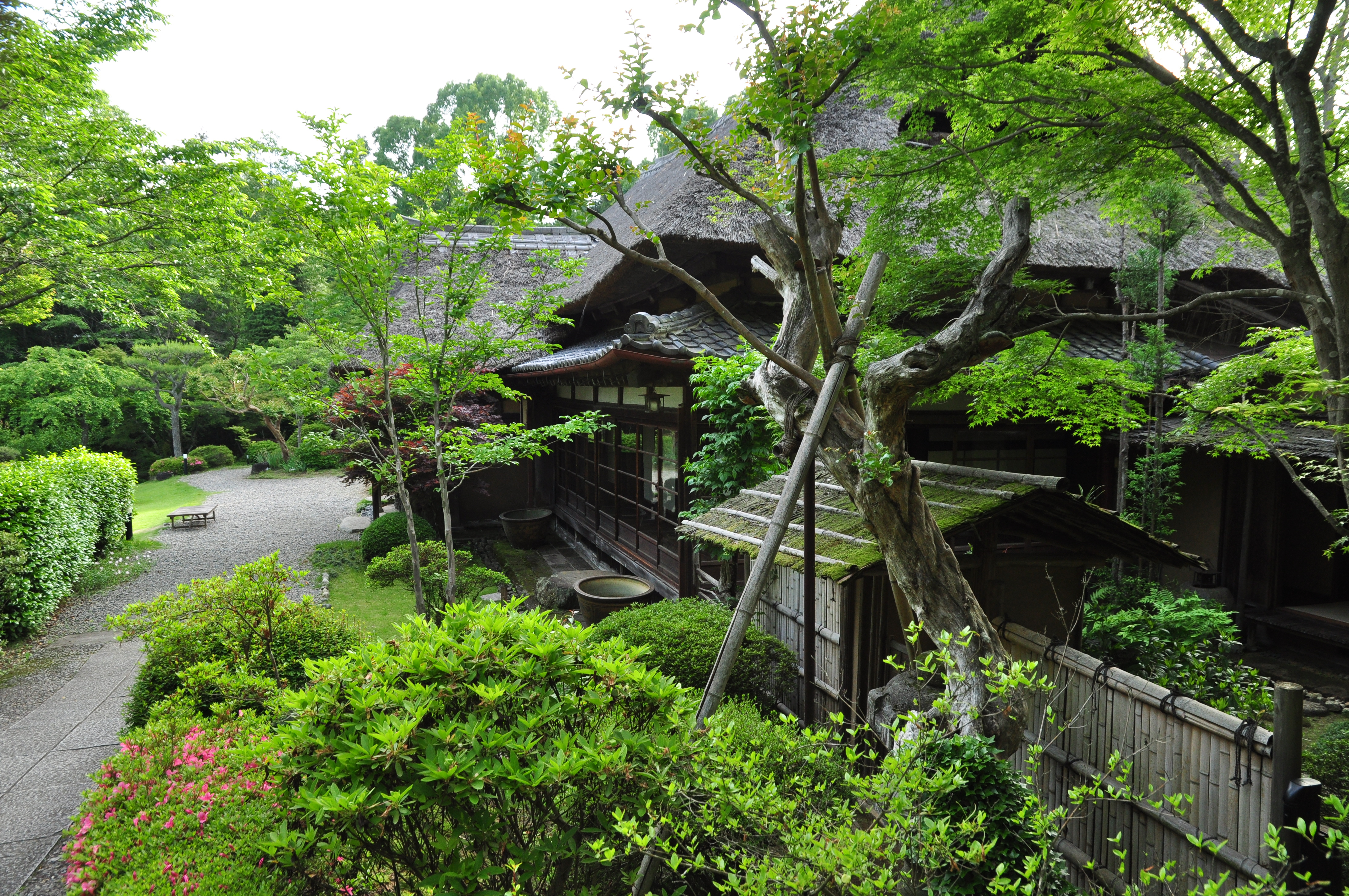
春風萬里荘

昭和39年（1964年）、朝井は日動画廊社長の長谷川仁、小説家の田村泰次郎とともに、長谷川の郷里である笠間市を訪れた。朝井は佐白山の石倉の下を流れる渓流のあたりで「俺はこういうところにアトリエをつくって住みたい」と言い出した。たまたま同行していた当時の市長長谷川好三はそれを聞いて大いに共鳴し、実際に笠間市芸術村が建設される運びとなった。市は同年、笠間市開発公社を設立し、笠間市芸術村施設設置条例を制定した。この条例は入村者への優遇措置として固定資産税を10年間に渡り免除するというものだった。土地は同市下市毛向山に1万5000坪（約5ヘクタール）を確保した。
初代村長に就任した仁は芸術家や芸術関係者から入村者を募り、当初は朝井と田村のほか、洋画家の中村研一、足立源一郎、林武、野口弥太郎、中川一政、高畠達四郎、田中三郎、陶芸家の加藤土師萌、勝尾青龍洞、彫刻家の木内克、美術評論家の白崎秀雄、桑原住雄、渡辺一雄ら、著名な作家や評論家が名を連ねていた。また、村の中心には北大路魯山人が星岡窯の母屋として利用していた茅葺屋根の民家を移築し、魯山人が好んだ漢詩の言葉から「春風萬里荘」と命名した。
しかし、昭和43年（1968年）に市は財政上の理由から土地を日動画廊に引き継ぎ、同46年（1971年）には条例を廃止せざるを得なかった。また、入村者は土地を買っただけで一向にアトリエを建てようとはしなかった。土地が投機の対象になることで村の育成が阻害されることを危惧した仁は、名目上の入村者から土地を買い戻し、2年以内にアトリエを建てることを条件に土地を貸し出すことにした。仁の努力の甲斐あって年々若手の入村者が増えていき、現在は40戸ほどのアトリエが村内に点在している。結局、朝井自身が芸術村に移り住むことはなかったものの、彼の何気ない冗談が市長を動かし、市を挙げた一大事業に繋がったのである。

## 人物・逸話
- 「閑右衛門」は浅井家の隠居が名乗る名前だったが、朝井自身に対しては少年時代から使われていた。朝井本人は、「体が弱かったんで名前を変えてみたんだろうね」と推測している[4]。なお、「閑右衛門」の由来に関しては、幼いころ可愛がってくれた父方の祖母「かん」とその父「権右衛門」の名前を組み合わせたという説もある[64][65]。
- 離婚した母に対する思慕の情は一入だったようで、母の結婚前の名前である「吉田久」を入れ替えた「田久吉」を貯金通帳や印鑑の名義に使用していた[10]。
- 見知らぬ相手から電話が掛かると「いま朝井先生は留守です」と「朝井自身」が応答して追い返していた[66]。
- 「帰宅の時に拒否感があって不快だから」という理由で、一切戸締まりをせずに外出していた。そのくせ、泥棒に入られたときは「空き巣にやられた、けしからん」とぼやいていた[67]。
- 若い頃、夜中に尿意を催して目覚めると、2階の窓を開けて、そこから用を足していた。あるとき、反響音がいつもと違うので目を凝らしてみると、黒装束に身を固めた泥棒らしき人物に尿が直撃していた[68]。
- 新聞の学芸面に寄稿することもあったが、朝井の生の文章は原稿用紙のマス目を無視し、時には下から上に這い上がるといった滅茶苦茶なもので、これを寺田千墾が清書して掲載していた。朝井は出来上がった紙面を読み返して、「寺田君、オレは文章がうまいんだなあ」と感激していたという[69]。
- 浅尾拂雲堂の額縁を大変気に入り、店主の浅尾丁策に対して「万一君が先に逝って了ったら、それからは工夫して額縁の要らない絵を描くつもりだ」と語っていた[70]。
- 美術評論家の柳亮とは喧嘩友達で、出会う度に芸術論争に明け暮れていた。最後は喧嘩になって朝井は「もうこれっきり来ないよ」と捨て台詞を残して帰るが、またしばらくするとふらっとやってくる、という仲だった。昭和13年に柳の長男・義麿が生まれると、「オヤジがあっちこっち火をつけて歩くからお前には消防自動車をやろう」といって赤い車をプレゼントした[71]。
- 朝井は自らの出生についてあまり語ることがなく、出身地や幼少時代について尋ねられると不快感を露わにした[10][72]。東京国立文化財研究所が『日本美術年鑑』を刊行するために収集した資料には、「明治三十八年一月二十四日　和歌山市生」と回答している。また、平凡社『大人名事典 第9巻 現代篇』の調査資料にも「一九〇五年一月二十四日　和歌山市生　一九二六年法政大学文科中退」とある。実際の生年（明治34年）よりも4歳サバを読んでいる上に出身地も浅井家の本貫である和歌山市になっており、これらは長らく訂正されることがなかった[73][74]。法政大学中退という学歴も、朝井自身が事実ではないことを匠秀夫に対して明かしている[75][注 9]。
- 大成する前は、金が無くなると千葉にあった中山恒明の家を頼り、離れに泊まり一週間も二週間も泊まって絵を描いていたことがあった。扶桑社『糖尿病とともに90歳』（1999年）
- 朝井はしばしば画中に「Can Eémon」「Can Uémon」とフランス語風のサインを残した。当時フランス留学は洋画家たちにとって出世コースとされており、朝井も若い頃アテネ・フランセに通うなどフランスへの憧れを持っていたが、生来の虚弱体質から実際に渡航することは叶わなかった[76]。
- 真夏の朝井は自宅ではもっぱら全裸で過ごした。「肌着などをつけるとべたべたして不潔感があっていかん」という独特な信念によるものだった[67]。朝井の裸に関するエピソードは以下のように枚挙に暇がない。
  - 平尾権八郎の花月に出入りしていたころ、風呂から素っ裸で出てきて平岡の女中を困らせた[16]。
  - 練馬のアトリエ村に住んでいたころ、共同の井戸端に全裸で現れ、女性の住人を閉口させた[67]。
  - 練馬のアトリエ長屋を舟越保武が訪れると、全裸で仰向けに寝転びながらシャボン玉を吹いていた。家賃を請求しにきた家主が、朝井の一糸まとわぬ姿を見て立ちすくんでいると、朝井はストローを咥えたまま「ナアイヨ」と言って追い返した[77]。
  - アトリエの隣に住む画家から昼食に呼ばれた際、浴衣を諸肌脱いだ姿で食事をしていたが、突然「ああ、暑いねえ」と言って浴衣を脱ぎ捨てた。浴衣の下は全裸だったため、画家の妻は悲鳴をあげて外に飛び出してしまった[78]。
  - 田浦の自宅を訪れた寺田千墾を全裸で出迎え、困惑する寺田を見て「あ、そうかそうか」と奥に入り、下半身をタオルで巻いて現れた[67]。
  - 洲之内徹が田浦の自宅を訪れた際は、水色のパンツ一丁に靴を履いた姿で、道の真ん中で出迎えた[79]。
  - 八重洲の鈴木良純宅に居候していた際、全裸で制作に取り組むため、鈴木の女中がカーテンを掛けて隠していた[80]。
  - なお、寒い日でも全裸で日光浴をしていた[81]。
- 平成29年（2017年）9月26日放送の『開運!なんでも鑑定団』で、薔薇を描いた朝井の絵が350万円の評価を受けている[82]。

## 画集・展覧会図録
参考文献に掲げたものを除く。
- 『朝井閑右衛門作品集』笠間日動美術館、1990年。
- 『朝井閑右衛門の水墨画 戦後洋画の巨星』神奈川県立近代美術館、1991年。
- 『朝井閑右衛門展 横須賀田浦に住んだ戦後洋画の巨匠』横須賀市、1991年。
- 『朝井閑右衛門不動明王画集』朝井閑右衛門の会、1993年。ISBN 4-88870-066-4。
- 『朝井閑右衛門展 画家と文人の集った街から 特別展』小田原市郷土文化館、1995年。
- 『朝井閑右衛門と仲間たち展』平塚市美術館、1997年。
- 『朝井閑右衛門素描の魅力展 生誕100年』横須賀市教育委員会、2001年。

## 受賞歴
- 第二部会第1回展覧会文化賞（1936年）
- 昭和11年文部省美術展覧会鑑査展文部大臣賞（1936年）